# Martin Roeder
Martin Roeder (Berlín, Alemanya, 7 d'abril de 1851 - Cambridge, USA, 10 de juny de 1895) fou un compositor i director de cors alemany.
De 1870 a 1871 fou alumne de l'Acadèmia Reial de Música de Berlín: després visqué a Milà (1873-1880) i allà li fou confiada, gràcies a Casa Ricordi, la plaça de mestre de cors del teatre dal Verme. El 1875 fundà la Societat del quartet coral, que es feu notar molt aviat; el mateix any assajà a Venècia el Rienzi de Wagner, sortint des de llavors diverses vegades a dirigir companyies d'òpera fora de Milà.
És autor de bona música de cambra, de dos misteris: Santa Maria Magdalena i Santa Maria al peu de la Creu, tres òperes i un poema simfònic. Durant la tardor de 1880, Roeder s'establí a Berlín com a professor de cant (des d'octubre de 1881 en el Conservatori Scharwenka); però el 1887 marxà vers Dublín com a director d'orquestra i després va viure als Estats Units.